# Tai (éléphant)
Pour les articles homonymes, voir Tai.
Tai est une femelle éléphant d'Asie, née le 4 novembre 1968 et décédée le 7 mai 2021, connue pour être apparue dans plusieurs films tels que Opération Dumbo Drop (1995), Un éléphant sur les bras (1996) et De l'eau pour les éléphants (2011).

## Carrière cinématographique
Tai a son premier rôle dans Big Top Pee-Wee (1988), et un rôle mineur dans Le Livre de la jungle (1994). Elle apparaît en tant que Bo Tat dans Opération Dumbo Drop en 1994. L’American Humane Association qualifie le traitement des animaux dans le film d’acceptable.
Tai joue ensuite le rôle principal de Vera dans la comédie Un éléphant sur les bras en 1996 aux côtés de Bill Murray, et a un rôle mineur dans George de la jungle en 1997, où on peut la voir montée par Brendan Fraser et Leslie Mann, et à nouveau avec Fraser lui-même à travers la jungle dans Looney Tunes en 2003.
La performance de Tai dans De l'eau pour les éléphants en 2011 est saluée.
Tai est décédée en mai 2021, à l’âge de 53 ans, au centre The Preserve à Fredericksburg, au Texas. La Réserve envoie un courriel le 7 mai à ses abonnés annonçant son décès après « une brève maladie »; un porte-parole du groupe déclare plus tard qu’elle est morte d’une insuffisance rénale. Elle est le deuxième éléphant à mourir à The Preserve cette année-là, ravivant les allégations de cruauté envers les animaux dans l’établissement.

## Controverse
Les apparitions de Tai au cinéma sont souvent condamnées par les organisations de défense des droits des animaux People for the Ethical Treatment of Animals (PETA). Après les apparitions de Tai dans De l'eau pour les éléphants, une controverse éclate concernant des allégations de maltraitances avant le tournage.

## Filmographie
- The Jungle Book (1994)
- Opération Dumbo Drop (Operation Dumbo Drop) (1995)
- Un éléphant sur les bras (Larger than Life) (1996)
- George de la jungle (George of the Jungle) (1997)
- Looney Tunes: Back in Action (2003)
- Vanity Fair (2004)
- Circus (2008)
- Faites le mur ! (Exit Through the Gift Shop) (2009)
- De l'eau pour les éléphants (Water for Elephants) (2011)